# SQL*Plus
SQL*Plus — программа-интерпретатор командной строки для работы с системой управления базами данных Oracle Database, в которой могут выполняться команды SQL и PL/SQL в интерактивном виде или из сценария.
SQL*Plus работает как относительно простой инструмент, с интерфейсом командной строки. Программисты и администраторы СУБД обычно используют его как инструмент по умолчанию, так как интерфейс доступен практически в любой установке программного обеспечения Oracle.

## Типы команд
SQL*Plus понимает три категории текста:
1. SQL-выражения
2. PL/SQL блоки
3. внутренние команды SQL*Plus, например:

- - команды контроля окружающей среды, такие как SET
  - команды мониторинга окружающей среды, такие как SHOW

Сценарии могут включать в себя все эти компоненты.
Программист Oracle в программной среде может запустить SQL*Plus, например, путём ввода команды:
```
sqlplus scott/tiger
```

где пользователь scott имеет пароль tiger . SQL*Plus затем представляет строку приглашения по умолчанию:
```
SQL>
```

Интерактивное использование можно начать с ввода SQL-выражения (завершается точкой с запятой), PL/SQL блока, или другой команды. Например:
```
SQL> select 'Hello world' as example from dual;
EXAMPLE
--------------------------------
Hello world
```

## История
Первая версия SQL*Plus заменила UFI («дружественный интерфейс»). UFI появилась в базе данных Oracle до 4 версии. Позже были добавлены новые возможности для UFI и его имя стало Расширенный UFI (англ. Advanced UFI). Потом название изменили на SQL*Plus.
По состоянию на 2019 год продукт продолжает носить имя SQL*Plus.

## Использование
Графические интерфейсы от Oracle, а также созданные третьими лицами, уменьшили долю пользователей, которые зависят от среды SQL*Plus. Oracle магазины обычно продолжают использовать SQL*Plus для пакетного обновления или простых отчетов.
В качестве обёрток/GUI-фикации/замены для SQL *Plus Корпорация Oracle предлагает:
- Oracle SQL*Plus Worksheet (компонент OEM)
- iSQL*Plus или iSQLPlus (веб-утилита)
- SQL Worksheet (компонент Oracle SQL Developer)
- SQL Workshop (часть Oracle Application Express)

### Oracle 11g
Начиная с Oracle Database 11g, iSqlplus (веб) и SQLPLUS (графический интерфейс) больше не поставляются с программным обеспечением баз данных Oracle. Командная строка SQL*Plus продолжает использоваться, в основном для не-интерактивных сценариев или для административных целей.

## Совместимость
Другие производители сделали своё программное обеспечение частично совместимым со скриптовыми командами SQL*Plus или предлагают подобный SQL*Plus режим работы, в частности продукты компаний Quest Software и Embarcadero для работы с базами данных.